# Cyclopeplus
Cyclopeplus is een kevergeslacht uit de familie van de boktorren (Cerambycidae). De wetenschappelijke naam van het geslacht werd voor het eerst geldig gepubliceerd in 1860 door Thomson.

## Soorten
Cyclopeplus omvat de volgende soorten:
- Cyclopeplus batesii Thomson, 1860
- Cyclopeplus castaneus Gounelle, 1906
- Cyclopeplus cyaneus Thomson, 1860
- Cyclopeplus lacordairei Thomson, 1868
- Cyclopeplus peruvianus Tippmann, 1939